# Grannis
Grannis – miasto w Stanach Zjednoczonych, w stanie Arkansas, w hrabstwie Polk.